# هيو هدسون (سياسي)
هيو هدسون (بالإنجليزية: Hugh Richard Hudson)‏ هو اقتصادي وأكاديمي وسياسي أسترالي، ولد في 12 ديسمبر 1930 في ولونغونغ في أستراليا، وتوفي في 11 مايو 1993 في كانبرا في أستراليا بسبب سرطان. حزبياً، نشط في حزب العمال الأسترالي (فرع جنوب أستراليا) ‏.

## مناصب
- انتخب Minister of Economic Development ‏ (15 مارس 1979 – 18 سبتمبر 1979).
- انتخب Minister of Mines and Energy ‏ (10 يونيو 1975 – 18 سبتمبر 1979).
- انتخب Minister of Social Welfare ‏ (26 مارس 1968 – 16 أبريل 1968).
- انتخب وزير التخطيط (17 أكتوبر 1975 – 15 مارس 1979).
- انتخب وزير الإسكان (10 يونيو 1975 – 16 أكتوبر 1975).
- انتخب وزير الثروة السمكية (28 يونيو 1973 – 20 سبتمبر 1973).
- انتخب وزير التعليم (6 يونيو 1970 – 24 يونيو 1975).
- انتخب وزير الإسكان (26 مارس 1968 – 16 أبريل 1968).
- في 1975 South Australian state election [الإنجليزية]‏، انتخب عضو مجلس النواب جنوب أستراليا من الجمعية عن دائرة Electoral district of Brighton (South Australia) [الإنجليزية]‏ وقد انضم خلال فترته النيابية (30 مايو 1970 – 14 سبتمبر 1979) للكتلة البرلمانية حزب العمال الأسترالي (فرع جنوب أستراليا) [الإنجليزية]‏.
- انتخب وزير السياحة (15 مارس 1979 – 18 سبتمبر 1979).
- انتخب Deputy Premier of South Australia [الإنجليزية]‏ (15 مارس 1979 – 18 سبتمبر 1979).
- انتخب Special Minister of State for Monarto and Redcliff ‏ (10 يونيو 1975 – 16 أكتوبر 1975).
- انتخب عضو مجلس النواب جنوب أستراليا من الجمعية عن دائرة Electoral district of Glenelg (South Australia) [الإنجليزية]‏ وقد انضم خلال فترته النيابية (6 مارس 1965 – 29 مايو 1970) للكتلة البرلمانية حزب العمال الأسترالي (فرع جنوب أستراليا) [الإنجليزية]‏.